# Miguel Monjiu i Panzano
Miguel Monjiu i Panzano fou un compositor que morí a Sogorb el 1681.
Fou mestre de capella de la catedral de Sogorb, prenent possessió el novembre de 1664. fou molt estimat pel capítol pels seus serveis.
En l'arxiu de la catedral de Sogorb s'hi conserven: sis misses a 8, 9, 10, 11 i 12 veus; sis motets a 4, 6, 8 i 12 veus; quatre Misereres; tres Lamentacions, Secuencia del Corpus. himne de Pentacostés; 17 Salms de vigílies, 10 Salms deompletes, dos himnes de completes, dues Salves, i altres composicions desaparegudes fins al núm. 80.